# David II. Bruce
David II. (škot. Dàibhidh Bruis) (Dunfermline, 5. ožujka 1324. – Edinburgh, 22. veljače 1371.), škotski kralj, od 1329. do svoje smrti, 1371. godine. Bio je posljednji odvjetak kraljevske linije dinasitje Bruce. Iako je proveo mnogo godina u progonstvu i zarobljeništvu, uspio je spriječiti Engleze da okupiraju Škotsku i sačuvao je snagu monarhije, unatoč porastu moći škotskog plemstva.

## Životopis
Rodio se u kraljevskoj obitelji oca Roberta I. († 1329.) i majke Elizabete od Burgha († 1327.). Prema odredbi mirovnog sporazuma, sklopljenog 1328. godine, između Engleza i Škota, četverogodišnji kraljević David oženio je Ivanu, sestru engleskog kralja Eduarda III. (1327. – 1377.).
Krunu je naslijedio kao petogodišnjak, 7. lipnja 1329. godine. Godine 1333., protukandidat na škotsko prijestolje, Eduard Balloil, vazal engleskog kralja Eduarda III., postao je de facto škotskim kraljem, nakon pobjede nad vojskom regenta Sir Archibalda Douglasa. U takvim promijenjenim okolnostima, David II. je 1334. godine otišao u progonstvo na dvor francuskog kralja Filipa VI. Godine 1339. i 1340. borio se u Filipovim neuspješnim kampanjama protiv Eduarda III. Uspio se vratiti u Škotsku 1341. godine, ali nije učinio mnogo, osim uzaludnih haranja preko granice, u Englesku.
Tijekom francuske opsade Calaisa 1346. godine, poražen je, ranjen i zarobljen. Pušten je iz zarobljeništva 1357. godine, uz obavezu plaćanja otkupnine. Budući da nije mogao platiti traženu svotu novca, dogovorio se 1363. godine s kraljem Eduardom III., da će sin engleskog kralja naslijediti škotsko prijestolje, a zauzvrat će se ukinuti novčano potraživanje. Škotski parlament odbacio je dogovor, kojim je u nasljeđivanju krune trebalo zaobići Davidova nećaka i zakonitog prijestolonasljednika, Roberta Stuarta.
Ivana Towerska, s kojom nije imao djece, umrla je 1362. godine, ali ni s drugom ženom Margaretom Drummond također nije imao djece. Umro je 1371. godine u dvorcu u Edinburghu, a naslijedio ga je nećak Robert II., utemeljitelj kraljevske dinastije Stuart, koja je vladala Škotskom, a kasnije i Engleskom i Irskom do početka 18. stoljeća.